# علم وراثة القلق والاضطرابات المرتبطة بالإجهاد
علم وراثة القلق والاضطرابات المرتبطة بالإجهاد والتوتر (PTSD) هو المجال الذي يدرس العلاقة بين التعديلات الوراثية الجينية والقلق والاضطرابات المرتبطة بالإجهاد والتوتر، بما في ذلك اضطرابات الصحة العقلية، مثل اضطراب القلق المعمم (GAD)، واضطراب ما بعد الصدمة، واضطراب الوسواس القهري( OCD)، وغيرها. التعديلات الوراثية تلعب دورًا في تطوير وتوريث هذه الاضطرابات والأعراض ذات الصلة. على سبيل المثال: تنظيم المحور النخامي-الغدة الكظرية، بواسطة السكريات يلعب دورًا رئيسيًا في الاستجابة للإجهاد، ومن المعروف أنه يتم يتم تنظيمها بشكل وراثي. اعتبارًا من عام 2015، تم إنجاز معظم الأعمال في النماذج الحيوانية في المختبرات، ولم يتم إجراء الكثير من العمل على البشر. لا ينطبق العمل بعد على الطب النفسي السريري.

## اضطراب ما بعد الصدمة
اضطراب ما بعد الصدمة هو اضطراب صحة عقلية مرتبط بالتوتر الذي ينشأ كاستجابة لصدمة أو تجارب مجهدة قاسية. لقد كان هناك اعتقاد بأن الـ (PTSD) يتطور كنتيجة للتفاعل بين هذه التجارب الصادمة والعوامل الجينية. وتشير الأدلة على أن الوراثة تعد عنصراً جوهرياً في ذلك.

### ميثيل DNA
من خلال عدد من الدراسات الإنسانية، يُعرف الـ (PTSD) لتأثيره على ميثيل الـ DNA لبقايا السيتوزين  في العديد من الجينات المشاركة في الاستجابة للتوتر، نشاط الناقل العصبي، وأكثر.
الدراسات الإنسانية الداعمة لدور ميثيل الـ (DNA) في الـ (PTSD):
| الموقع الجيني              | النتائج |
| SLC6A4                     | تالياً وبعد التعرض للصدمة، فإن مستويات ميثيل منخفضة من SLC6A4 تزيد خطر الإصابة بالـ (PTSD)، أما مستويات ميثيل مرتفعة تقلل خطر الإصابة بالـ (PTSD). |
| MAN2C1                     | يرتبط ميثيل أعلى من MAN2C1 بخطر أعلى للإصابة بالـ (PTSD) وذلك عند الأفراد الذين تعرضوا لأحداث صادمة. |
| TPR,CLEC9A,APC5,ANXA2,TLR8 | يرتبط (PTSD) بالميثيل العالمي المتزايد لهذه الجينات. |
| ADCYAP1R1                  | يرتبط ميثيل أعلى مع أعراض الـ (PTSD) عند الأفراد الذين تعرضوا للصدمة. |
| LINE-1,AIU                 | يلاحظ ميثيل أعلى لهذه المواقع عند قدامى المحاربين المنتشرين والذين طوروا ((PTSD مقارنة بأولئك الذين لم يطوروا (PTSD). |
| SLC6A3                     | يرتبط الميثيل المعزز SLC6A3 العالي، جنباً إلى جنب تسع أليلات متكررة من SLC6A3 بخطر أعلى للإصابة بالـ (PTSD). |
| IGF2,h19,IL8,IL16,IL18     | ميثيل أعلى من IL 18 ولكن ميثيل أقل من 18 ILوH 19 يرتبط بالمحاربين القدامى المنتشرين والذين طوروا (PTSD). |
| NR3C1                      | ترتبط مستويات ميثيل أقل من NR3C1 ومعزز IC بالـ (PTSD).الآباء الذين يعانون من الـ (PTSD) لديهم نسل بميثيل معزز أعلى من 1F NR3C1. ترتبط مستويات أقل من الميثيل المعزز 1F NR3C1 بالـ (PTSD) عند المحاربين القدامى. ترتبط مستويات ميثيل أعلى من NR3C1 عند الرجال (وليس النساء) الناجين من الإبادة الجماعية في رواندا بانخفاض خطر الإصابة بالـ (PTSD ). |

#### محور الكظر- النخامى – الغدة النخامية
يلعب محور (HPA) دوراً جوهرياً في الاستجابة للتوتر. استناداً إلى عدة نتائج، يظهِر محور الـ (HPA) خلل منتظم في الـ (PTSD). ويتضمن عدم انتظام المسار المشترك لمحور (HPA) هرمون يعرف بـ جلايكورتيكود (Glucocorticoid) ومستقبله الذي يساعد في تحمل التوتر من خلال تقليل الاستجابة له. يمكن لعدم انتظام الـ جلايكورتيكود (Glucocorticoid) و / أو مستقبله أن يعطل تحمل التوتر ويزيد خطر الإصابة بالاضطرابات ذات الصلة بالتوتر مثل (PTSD). يلعب التعديل الوراثي دوراً في خلل التنظيم هذا. ومن المحتمل أن يكون سبب هذه التعديلات تجربة مجهدة/ صادمة سببت (PTSD ).
NR3C1
هو عبارة عن جين، ترميزه مستقبل جلايكورتيكود (Glucocorticoid) (GR )، يحتوي عدة عناصر مستجيبة GR. يؤدي التعرض للتوتر في الحياة باكراً إلى زيادة الميثيل المعزز 1Fفي هذا الجين ( أو تناظرية المعزز7  1   في القوارض). وبسبب دوره في الاستجابة للتوتر وعلاقته به في الحياة باكراً، فإن لهذا الجين أهمية خاصة بالنسبة لـ (PTSD ) وقد درس في هذا المجال بالنسبة للمدنيين والمحاربين القدامى.
بالنسبة للدراسات الخاصة بالمحاربين القدامى، والذين طوروا PTSD فإن لديهم ميثيل أقل من المعزز 1F NR3C1   مقارنة بأولئك الذين لم يطوروا PTSD . إضافة إلى ذلك، فإن المحاربين القدامى الذين طوروا PTSD  وكان لديهم ميثيل معزز أعلى من NR3C1 استجابوا بشكل أفضل للعلاج النفسي على المدى الطويل مقارنة بالمحاربين القدامى الذين يعانون من الـ (PTSD ) والذين لديهم ميثيل أقل. لُخِّصَت هذه النتائج في دراسات تضمنت مدنيين يعانون من (PTSD). فيما يتعلق بالمدنيين، يرتبط PTSD  بمستويات ميثيل أقل في خلايا T من الإكسونات 1B, 1C  من    NR3C1، وكذلك تمثيل أعلى من GR. يبدو أن PTSD يسبب مستويات ميثيل أقل من مواقع GR  وزاد تمثيل GR.
على الرغم من نتائج انخفاض الميثيل وفرط التنشيط لـ GR، والتي تتصارع مع مؤثرات وجود التوتر المبكر في الحياة وفي نفس المواقع، فإن هذه النتائج تتطابق مع نتائج سابقة والتي تميز نشاط HPA في حال وجود توتر مبكر في حياة الإنسان مقابل الـ PTSD. على سبيل المثال، تكون مستويات الكورتيزول من HPA في استجابتها لوجود توتر مبكر في الحياة فعالة بصورة زائدة، بينما أنها فعالة في الـ PTSD. وهكذا يمكن أن يسبب توقيت الصدمة والتوتر – سواء مبكر أو متأخر في الحياة – آثار مختلفة بالنسبة لـ HPA ،GR.
FKBP5
يرمز FKBP5 البروتين المستجيب GR  المعروف بالبروتين الرابط  FKBP5    FKBP5)) 51. ينجم FKBP5 عن تفعيل وعن مهام GR في رد الفعل السلبي للرابط GR وتقليص إشارات GR المرسلة.  هناك اهتمام محدد بهذا الجين لأن بعض أليلات FKBP5 مرتبطة بزيادة خطر الإصابة بالـ (PTSD) وتطوير أعراضه خصوصاً (PTSD ) التي تحدث نتيجة محن الحياة التي يتعرض لها الإنسان مبكراً. لذلك، من المحتمل أن يلعب FKBP5 دوراً مهماً في الإصابة بـ (PTSD ).
كما ذكر سابقاً، ترتبط أليلات محددة من FKBP5 بزيادة خطر الإصابة بالـ (PTSD )، وخصوصاً في حالة التعرض لصدمة في وقت مبكر من حياة الإنسان. من المعروف اليوم أن التنظيم الوراثي لهذه الأليلات هو عامل مهم أيضاً. على سبيل المثال، تم نزع مواقع CPG في انترون 7 من FKBP5 بعد التعرض  لصدمة الطفولة ولكن ليس صدمة الكبار. إضافة إلى ذلك، يتم تغيير ميثيل FKBP5 في استجابة لعلاج PTSD. وهكذا قد تتوافق مستويات الميثيل من FKBP5 مع تطور المرض والتعافي منه.
ADCYAP1  وADCYAP1R1
الببتيد المنشط لأدينيلات الغدة النخامية المحلقة (ADCYAP1) ومستقبله (1ADCYAP1R) هي عبارة عن جينات مستجيبة للتوتر والتي تلعب دوراً في تعديله من بين عدة مهام أخرى. بالإضافة إلى ذلك، ترتبط مستويات عالية من (ADCYAP1) في الدم الطرفي بتشخيص الإصابة بالـ (PTSD) لدى الإناث اللاتي اختبرن الصدمة، وهذا ما يجعل جين (ADCYAP1) جين مهم في سياق الـ (PTSD). لازال يتطلب التنظيم الوراثي لهذه المواقع تحقيق أكبر فيما يتعلق بالـ (PTSD )، ولكن وجدت دراسة واحدة أن مستويات ميثيل عالية من جزر CPG في (ADCYAP1R1) يمكن أن تتنباً  بأعراض الـ (PTSD) لدى كل من الذكور والإناث.
خلل التنظيم المناعي
يرتبط PTSD غالباً بخلل التنظيم المناعي وهذا يعود إلى أن التعرض للصدمة قد يعطل محور الـ (HPA)، وبالتالي تغيير وظيفة المناعة الطرفية. لقد لوحِظت التعديلات الوراثية في الجينات ذات العلاقة بالمناعة لدى الأفراد المصابين بالـ (PTSD). مثلاُ، يوجد ميثيل أعلى في الجين ذو الصلة بالمناعة انترلوكين -18 (( IL-18  لدى أعضاء الجيش المنتشرين والذين طوروا PTSD. هذا ما أثار اهتمام العلماء حيث يزداد خطر الإصابة بأمراض القلب والأوعية الدموية مع وجود مستويات عالية من IL-18 ، كما يرتفع خطر الإصابة بأمراض القلب والأوعية الدموية لدى الأفراد الذين يعانون من الـ (PTSD)، وبالتالي قد يلعب خلل التنظيم المناعي الناجم عن التوتر بواسطة الميثيل IL-18 دوراً في الإصابة بأمراض القلب والأوعية الدموية لدى الأفراد الذين يعانون من PTSD.
         إضافة إلى ذلك، وجدت دراسة وراثية واسعة أن الأفراد الذين يعانون من PTSD قد غيروا مستويات الميثيل في الجينات التالية ذات الصلة بالمناعة: TPR,CLEC9A APC5,ANXA2,TLR8,IL-4، IL-2. وهذا يظهر أيضاً أن تعطيل المهمة المناعية في PTSD ، خصوصاً من خلال التغييرات الوراثية التي من المحتمل أن تكون ناجمة عن التوتر.

## اضطراب تعاطي الكحول
يتفاعل إدمان الكحول والتوتر بطرقٍ مختلفة. على سبيل المثال، من المعروف أن الاضطرابات ذات الصلة بالتوتر كالقلق والـ ((PTSD تزيد خطر الإصابة باضطرابات تعاطي الكحول (AUD) وغالباً ما يشترك الأشخاص فيما يخص ذلك بكونهم مهووسين. هذا قد يكون جزئياً لسبب أن الكحول يمكن أن يخفف بعض أعراض هذه الاضطرابات وبالتالي تعزيز الإدمان على الكحول. وعلى العكس من ذلك، يمكن أن يزيد التعرض للكحول مبكراً من التعرض للتوتر والاضطرابات المرتبطة به. علاوة على ذلك، من المعروف أن إدمان الكحول والتوتر يتبعان مسارات عصبية مماثلة، وغالباً ما يكون هناك خلل في تنظيم هذه المسارات عبر تعديلات وراثية مماثلة.
أستيل هيستون
يسبب التعرض و إدمان الكحول خلل في تنظيم استيل هيستون، غالباً عبر نشاط و تمثيل خلل تنظيم HDACs، والتي تعدل استيل هيستون من خلال إزالة مجموعات الاستيل من لايزين الهيستون. على سبيل المثال، يتم تنظيم تمثيل HDAC في نماذج تعاطي الكحول المزمن.
لقد ازداد تمثيل جين HDAC من الخلايا الشجيرية وحيدات الاشتقاق لمتعاطي الكحول مقارنة بغير المتعاطين. دُعِمَت هذه النتائج أيضاً بواسطة دراسات الجرذ الحي، و التي أظهرت أن تمثيل HDAC أعلى لدى الفئران التي أدمنت الكحول عن التي لم تدمنه. علاوة على ذلك، يساعد انخفاض HDAC2  في الفأر على خفض سلوكات إدمان الكحول. يمكن رؤية نفس النمط  من تمثيل HDAC في انسحاب الكحول، ولكن للتعرض الحاد للكحول تأثير معاكس ; في الحياة، ويتم خفض علامات تمثيل HDAC  واسيتيل الهيستون في اللوزة.
         إن خلل تنظيم HDACs كبير لأنه يمكن أن يسبب زيادة أو انخفاض تنظيم الجينات التي لها آثار مهمة في كل من سلوكات القلق وتعاطي الكحول، والتفاعل بين الاثنان. مثال رئيسي هو BDNF (انظر BDNF في الأسفل).
BDNF
عامل التغذية العصبية المشتق من الدماغ (BDNF) هو بروتين رئيسي لديه خلل تنظيم بسبب عدم تنظيم HDAC. (BDNF) هو بروتين ينظم بنية ومهمة نقاط الاشتباك العصبي، فهو يلعب دوراً مهماً في تنشيط الخلايا العصبية، اللدونة المتشابكة والمورفولوجيا الشجيرية التي تعد جميعاً عوامل يمكن أن تؤثر في المهمة المعرفية. يمكن رؤية خلل تنظيم (BDNF) في الاضطرابات ذات الصلة بالتوتر وإدمان الكحول ; وبالتالي من المحتمل أن يكون (BDNF) مركب مهم في التفاعل بين التوتر وإدمان الكحول. على سبيل المثال، يعد (BDNF) غير منتظم من خلال التعرض المزمن للإيثانول. حيث يسبب هذا التعرض المزمن للإيثانول فسفرة CREB، والتي يمكن أن تسبب زيادة أستلة الهيستون لدى مواقع (BDNF). تنظم أستلة الهيستون (BDNF)، بدوره تنظيم هدف (BDNF) الذي يدعى النشاط المنظم للهيكلية المرتبطة بالبروتين (Arc)، هذا البروتين الذي يعد مسؤولاً عن بنية وتشكيل العمود الفقري الشجيري. وهذا واضح لأن تنشيط (Arc) يمكن أن يُربط بتأثيرات مزيل القلق. علاوة على ذلك، يمكن أن يسبب استهلاك الإيثانول تغييرات وراثية تخفف التوتر والقلق، وبالتالي خلق نمط من الإدمان على الكحول الناجم عن التوتر.
يمكن أن يتفاقم تعاطي الكحول من خلال انسحاب الإيثانول، هذا بسبب أن انسحاب الإيثانول له تأثير معاكس للتعرض للإيثانول;  فهو يسبب انخفاض فسفرة CREB، انخفاض الاستلة، تنظيم أدنى لـ (PDNF) وزيادة في القلق. بناء على ذلك، يعزز انسحاب الإيثانول ميل تأثيرات مزيل القلق من التعرض للإيثانول. علاوة على ذلك، من المقترح أن التعرض المزمن للإيثانول ينتج في نشاط HDAC عالي التنظيم، مسبباً آثار شبيهة بالقلق والتي لا يمكن تخفيفها بواسطة التعرض للإيثانول الحاد. 